# ضرة (تشريح)
الضَّرَّة في القدم هي الجزء المبطن من النعل بين أصابع القدم والقوس ، تحت رؤوس عظام مشط القدم. أو هي ما وقع عليه الوطء من لحم باطن القدم مما يلي الإبهام وهي تقابل إلية راحة الكف.